# Kostel svaté Kateřiny (Svatá Kateřina, okres Kutná Hora)
Kostel svaté Kateřiny ve Svaté Kateřině, části obce Svatý Mikuláš v okrese Kutná Hora, je jednolodní orientovaná sakrální stavba s dochovaným gotickým jádrem, barokně upravovaná, která je filiálním kostelem farnosti Záboří nad Labem a kulturní památkou České republiky. Kostel patří k nepočetné skupině středověkých kostelů s chórovou věží nad pravoúhlým presbyteriem, jejichž vznik je spojován s činností cisterciáckého řádu.

## Historie

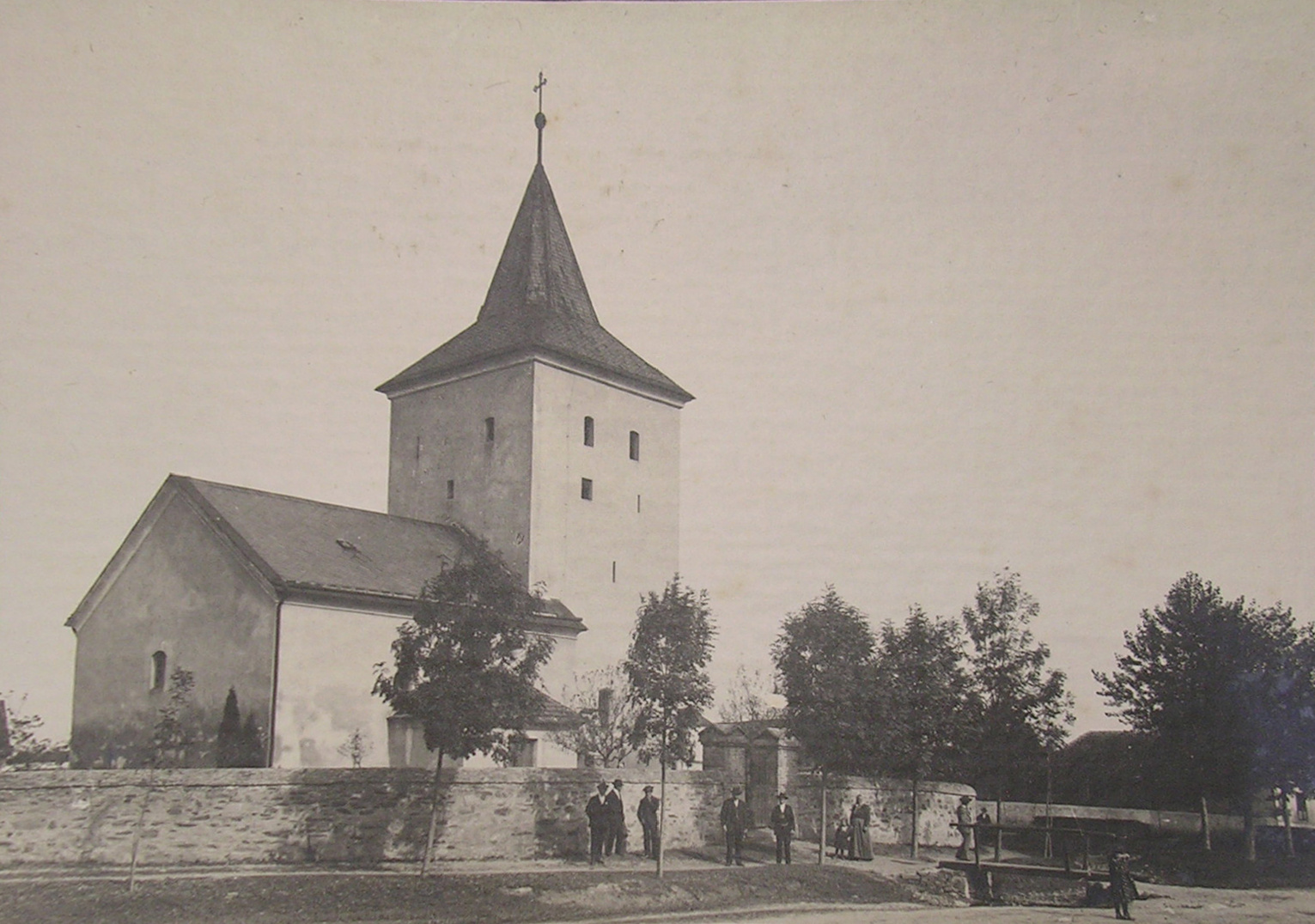
Historická fotografie Kostela svaté Kateřiny

Podle některých zdrojů byl kostel založen v roce 1307 sedleckými cisterciáky a zasvěcení kostela se přeneslo i na název vsi, která zde vyrostla po vymýcení lesů. Založení kostela je pravděpodobně starší, snad z konce 13. století, čemuž odpovídá pevnostní charakter stavby, zejména masivní věže se střílnovými okny. Z barokních úprav v roce 1680 se dochovala okna lodi a jižní okno kněžiště, další úpravy kostela i věže proběhly v roce 1842, kdy byl dřevěný strop nahrazen rákosovým, v roce 1868 byla opravená a zvýšená věž, při úpravách v roce 1870 byla do věžní báně uložená pamětní listina, v roce 1881 byl kostel nově zastřešen a při úpravách v roce 1892 získal současnou podobu. V druhé polovině 20. století byl kostel novodobě omítnut.

## Popis
Kostel je jednolodní stavba s jižní vstupní předsíní a užším čtvercovým presbytářem, nad nímž se tyčí mohutná hranolová věž s jehlancovou střechou krytou břidlicí, sedlová střecha lodi je krytá eternitem. Fasády kostela jsou hladké, nezdobené, členěné pouze okny. Ta jsou v západním štítovém průčelí a v bocích lodi barokní, obdélná s půlkruhovým záklenkem, v severní a východní zdi presbytáře jsou hrotitá úzká gotická okna v hlubokých špaletách, první a druhé patro věže osvětlují střílnová okna a poslední patro věže má jednoduché čtvercové okenní otvory. Vstup do kostela je jižní předsíní obnoveným hrotitým portálem, loď s falešným trámovým stropem a dřevěnou kruchtou je od kněžiště oddělená hrotitým triumfálním obloukem. Presbytář má převýšenou křížovou klenbu s klínovými žebry na jednoduchých konzolách, která se sbíhají do terčového svorníku. První patro věže je přístupné z podkroví lodi lomeným portálem. Loď je 11 metrů široká a 13 metrů dlouhá, presbytář má strany dlouhé asi 5,3 metry. Šířka zdiva lodi je asi 1,2–1,3 metry, v presbytáři je zdivo širší, asi 1,5 metru. Krov kostela je nízký, přístupný ze západní kruchty.
Hlavní oltář portálového typu se sloupy je z druhé poloviny 17. století, s obrazem Zasnoubení svaté Kateřiny a obrazem svatého Martina, ze stejné doby jsou i obrazy Madony s cisterciáckým světcem a Kalvárie. V roce 1890 jsou ve věži zmiňovány dva zvony, jeden z roku 1596 od zvonaře Tomáše z Kutné Hory, druhý z roku 1763, pořízený zábořským farářem Karlem Heinem. Varhany na kruchtě od pražské firmy Josef Rejna a Josef Černý jsou z roku 1910 a mají jeden manuál s deseti rejstříky.